# Julia Thecla
Julia Thecla (Delavan (Illinois), 28 de fevereiro de 1896 - Chicago, 29 de junho de 1973) foi uma artista norte-americana radicada em Chicago nas décadas de 1930 e 1940, trabalhando na escola surrealista e realista mágica da arte moderna.